# Idactus blairi
Idactus blairi es una especie de escarabajo longicornio del género Idactus, tribu Ancylonotini, subfamilia Lamiinae. Fue descrita científicamente por Breuning en 1935.

## Descripción
Mide 20 milímetros de longitud.

## Distribución
Se distribuye por Madagascar.